# Hercule et la Reine de Lydie
Pour les articles homonymes, voir Hercule (homonymie).
Pour plus de détails, voir Fiche technique et Distribution.
Hercule et la Reine de Lydie (Ercole e la regina di Lidia) est un péplum franco-hispano-italien réalisé par Pietro Francisci et Mario Bava, sorti en 1959.
Ce film est la suite des Travaux d'Hercule (Le fatiche di Ercole) du même réalisateur sorti l'année précédente. Sur la route de Thèbes, Hercule, Iole et Ulysse s’arrêtent à Colone. Hercule propose son arbitrage au conflit opposant les fils d'Œdipe : les deux frères sont convenus de régner alternativement un an chacun. Mais son terme échu, Étéocle refuse de s'effacer devant Polynice. Hercule convainc Etéocle de respecter l'accord conclu. Mais alors qu'il porte sa réponse à Polynice, le héros est drogué et enlevé par les soldats d’Omphale, la reine de Lydie. Il parvient à lui échapper grâce à son fidèle compagnon Ulysse...

## Synopsis
Hercule, revenant avec sa femme Iole et Ulysse, son jeune ami, trouve la route de Thèbes, sa ville, barrée par le géant Antée, qui l'empêche d'avancer. Hercule vainc facilement son adversaire qui, cependant, reprend des forces chaque fois qu'il tombe à terre, étant le fils de Gaïa, la déesse de la terre. L'astucieux Ulysse suggère alors à Hercule d'éloigner son adversaire du sol : le héros, pour se débarrasser de son adversaire, le jette à la mer en le précipitant du haut d'une falaise.
Ayant repris leur route, les trois hommes tombent sur Œdipe, le roi exilé, qui a laissé le royaume à ses fils Étéocle et Polynice. Le pacte entre les deux frères, qui devaient régner sur Thèbes chacun un an, est rompu par Etéocle qui, son mandat expiré, refuse de céder le royaume à Polynice. Pour éviter que sa ville ne souffre de la guerre intestine entre les deux frères, Hercule se propose comme intermédiaire pour régler l'affaire. Laissant sa femme dans la ville, il part avec Ulysse pour se rendre comme ambassadeur auprès de Polynice qui, à la tête de l'armée d'Argos, s'apprête à assiéger Thèbes.
Au cours du voyage, Hercule et Ulysse s'arrêtent pour se reposer. Le héros, après avoir bu de l'eau à une source, tombe dans un profond sommeil non naturel. Ulysse, qui se précipite à son secours, se voit soudain entouré de nombreux soldats : feignant d'être sourd-muet, il se laisse faire prisonnier, se faisant passer pour le serviteur du héros endormi qui, à son tour, est capturé et emmené sur un navire qui le conduit en Lydie, par la reine Omphale. Cette dernière, qui enlève ses amants pour les soumettre jusqu'à ce qu'elle se désintéresse d'eux, a également l'intention de tuer Hercule, qui deviendra, une fois mort, l'un des nombreux cadavres embaumés qu'elle collectionne.
À son réveil, le héros a complètement perdu sa mémoire et sa force. Ulysse comprend que la cause réside dans les pouvoirs magiques de l'eau que les servantes font boire à Hercule en la puisant dans une amphore. Le jeune homme renverse volontairement la coupe contenant la boisson pour la remplacer par de l'eau ordinaire. Hercule, devenu esclave de la passion qu'Omphale suscite en lui, retrouve peu à peu non seulement ses forces, mais aussi quelques réminiscences de ses souvenirs passés. Prévenu par Ulysse, qui a réussi à envoyer un message à Ithaque au moyen d'un pigeon voyageur, Laërte, le père du jeune homme, arrive, accompagné de quelques compagnons, dont Castor et Pollux. La reine fait mine d'accueillir amicalement les hôtes étrangers, mais tente ensuite de découvrir le but de leur venue en séduisant le beau Castor.
La nuit, Hercule, laissé seul par sa maîtresse, la cherche rageusement avec le groupe de Grecs venus à son secours. Mais, encore engourdi, il ne reconnaît pas tout de suite ses amis. Omphale, qui commence à avouer son amour pour Hercule, déclare le libérer en même temps que les siens. Mais sa garde attaque les Grecs qui parviennent à s'échapper en traversant les méandres des grottes qui mènent à la mer où les attend le navire qui les a conduits en Lydie. Restée seule, Omphale, anéantie, se jette dans la cuve d'embaumement et y trouve la mort.
Pendant ce temps à Thèbes, Etéocle, devant l'armée dirigée par Polynice, croit qu'Hercule — disparu depuis des jours — l'a trahi et fait tuer la famille du héros en la jetant du haut des murailles, promettant un sort similaire à Iole. Hercule, avec ses compagnons, parvient à se faufiler à l'intérieur des murs, à la recherche de sa femme qui, elle, a réussi à s'échapper. Les deux frères, quant à eux, sont en plein champ, décidés à régler leur différend dans un duel qui les oppose l'un à l'autre. Le vainqueur semble être Etéocle qui, après s'être proclamé roi de Thèbes, tombe lui aussi mort de ses blessures. Amphiaraos, le chef de l'armée ennemie d'Hercule, est déterminé à poursuivre l'attaque et à conquérir la ville. Il menace également Hercule en lui montrant un vêtement appartenant à Iole, qu'il a fait prisonnière. Mais le héros, avec ses compagnons, prend la tête des gens de Thèbes, qui renversent le cours de la guerre en attaquant et en remportant la victoire sur leurs ennemis.
Iole et Hercule, enfin réunis, assistent à la cérémonie du bûcher des deux fils d'Œdipe célébrée par Créon, le nouveau roi de Thèbes.

## Fiche technique
- Titre français : Hercule et la Reine de Lydie
- Titre original italien : Ercole e la regina di Lidia
- Titre espagnol : Hércules y la reina de Lidia
- Réalisation : Pietro Francisci, Mario Bava (non crédité)
- Scénario : Ennio De Concini et Pietro Francisci, d’après le mythe grec d'Hercule et Omphale, Les Sept contre Thèbes d'Eschyle et Œdipe à Colone de Sophocle
- Photographie : Mario Bava
- Montage : Mario Serandrei
- Musique : Enzo Masetti
  - La chanson Con te per l'eternita est interprétée par Marisa Del Frate
- Décors : Flavio Mogherini
- Costumes : Maria Baronj (it)
- Production : Bruno Vailati ; Ferruccio De Martino
- Sociétés de production : Galatea Film, Lux Film et Urania Film
- Pays de production :  Italie,  France et  Espagne
- Langue originale : italien
- Format : Couleurs - 35 mm - 2,35:1 - Son mono
- Genre : Péplum
- Durée : 93 minutes
- Dates de sortie : 
  - Italie : 14 février 1959
  - France : 4 septembre 1959
  - Espagne : 12 septembre 1960
- Affiche : Gilbert Allard (France)

## Distribution
- Steve Reeves (VF : Jean-Claude Michel) : Hercule
- Sylvia Lopez (VF : Paule Emanuele) : Omphale, la reine de Lydie
- Sylva Koscina (VF : Marcelle Lajeunesse) : Iole
- Primo Carnera (VF : Pierre Morin) : Antée
- Sergio Fantoni (VF : Roger Rudel) : Étéocle
- Mimmo Palmara (VF : Serge Lhorca) : Polynice
- Gabriele Antonini :  Ulysse
- Daniele Vargas (VF : Jean Violette) : le roi Amphiaraos
- Carlo D'Angelo (it) (VF : Roger Tréville) : Créon
- Walter Grant (VF : Paul Ville) : Esculape
- Cesare Fantoni (VF : Jacques Berlioz) : Œdipe
- Fulvio Carrara (VF : Jean Lagache) : Castor
- Fulvia Franco (VF : Camille Fournier) : Anticlée
- Elda Tattoli (VF : Jeanine Freson) : l'amie de Iole
- Fedele Gentile (it) (VF : Michel Gudin[1]) : un lieutenant de Polynice
- Afro Poli (VF : Maurice Dorleac) : Argos
- Alan Steel : un lieutenant de Polynice
- Fabrizio Mioni

## Production
Écrit par Ennio De Concini, le film a été réalisé peu après le succès commercial des Travaux d'Hercule de Pietro Francisci avec Steve Reeves. Il a été tourné sur Dyaliscope écran large en couleurs Eastmancolor en juin et août 1958 à Rome au studio Titanus Appia, dans les paysages côtiers de Tor Caldara et de la vallée de la Treja. Comme précédemment, le chef opérateur est Mario Bava, qui aurait également réalisé une grande partie du film. La musique d'Enzo Masetti est principalement empruntée au film précédent. La chanson Per l'eternità, qui figurait dans le film, a été popularisée par Marisa Del Frate,.
Hercule et la Reine de Lydie est considéré comme un meilleur film que son prédécesseur,,. Il y a plus d'action, un meilleur jeu d'acteurs et une forte charge érotique de la part de l'actrice française Sylvia Lopez. Lopez, qui interprète Omphale, est décédée d'une leucémie peu après la sortie du film. Steve Reeves, qui a acquis une renommée mondiale, est aussi emblématique et rigide que dans Les Travaux d'Hercule, tandis que Sylva Koscina, qui incarne Iole, est clairement un personnage secondaire aux côtés de Lopez. D'autres acteurs notables sont Sergio Fantoni dans le rôle d'Étéocle et l'ancien champion du monde de boxe poids lourd Primo Carnera dans le rôle Antée. Plus mélodramatique que les exploits du héros, les thèmes de l'intrigue sont les liens du mariage et la tentation de l'adultère ainsi que la masculinité hétérosexuelle menacée par des femmes puissantes.
Hercule et la Reine de Lydie, qui arbore les couleurs exotiques fortes typiques de Bava, est également plus spectaculaire que son prédécesseur au sens figuré,. Les décors, supervisés par le chef décorateur Flavio Mogherini, sont d'un baroque exubérant et de nombreux indices visuels sont empruntés aux bandes dessinées Guy l'Éclair d'Alex Raymond. Le plus grand problème du film est sa faiblesse structurelle. Les séductions d'Omphale détournent l'attention du conflit entre Etéocle et Polynice, qui se poursuit encore vingt minutes après le retour d'Hercule et la conclusion logique de l'histoire.

## Exploitation
Hercule et la reine de Lydie fut un succès commercial encore plus grand que son prédécesseur, faisant du péplum l'un des genres les plus populaires du cinéma italien. Avec 5 855 263 entrées, le film est 10e du box-office Italie 1958-1959. Le film a fait de Galatea, la société de Lionello Santi, l'une des plus grandes sociétés de production d'Italie, mais, à la surprise générale, Santi a ensuite décidé d'abandonner le projet et l'a confié à Achille Piazzi, qui a ensuite réalisé un troisième film Hercule avec le réalisateur Vittorio Cottafavi. Steve Reeves aurait bien voulu continuer à jouer le rôle, mais il ne voulait travailler que sous la direction de Pietro Francisci. La Vengeance d'Hercule (1960) de Cottafavi a donc remplacé Reeves par le culturiste américano-italien Lou Degni, alias Mark Forest. Francisci s'attribue tout le mérite du succès d'Hercule et la Reine de Lydie, et refuse que Bava soit mentionné en tant que co-réalisateur au générique, ce qui provoque une brouille avec Mario Bava, qui décide de cesser toute collaboration avec Francisci. La brouille avec Bava coïncide avec le début du déclin de la carrière de Francisci, qui s'achèvera quelques années plus tard.
Aux États-Unis, le producteur Joseph E. Levine rachète les droits et les confie à Warner Brothers pour la distribution. Levine dépense un montant sans précédent de plus d'un million et demi de dollars en publicité pour promouvoir Hercule et la Reine de Lydie, notamment à la télévision. Sorti sous le titre Hercule Unchained, le film rapporte des millions à Levine, ce qui lui permet de créer sa propre société de distribution, Embassy Pictures. En 1975, les deux films dans lesquels Reeves interprète Hercule ont bénéficié d'une diffusion groupée à la télévision, mais les copies télévisées étant médiocre, elles n'ont plus attiré le public. Depuis la fermeture des sociétés de production et de distribution, les films sont tombés dans le domaine public, ce qui explique qu'ils n'aient pas été disponibles aux États-Unis dans des versions grand écran décentes. En Amérique, les films de Reeves sont devenus un symbole d'humour kitsch, qui est parodié par exemple dans la comédie Hercules Recycled, qui a été remontée et doublée en 1997. Les films sont toujours appréciés dans le reste du monde et ont eu une influence majeure sur le développement du cinéma fantastique italien.